# Harringay Arena
Die Harringay Arena ist eine Mehrzweckhalle in North London. Sie befindet sich im London Borough of Haringey.

## Geschichte
Die Arena wurde in weniger als neun Monaten von Februar bis Oktober 1936 erbaut. Bis 1958 wurde sie als Kultur- und Sportarena mit einer Kapazität von etwa 10.000 Sitzplätzen genutzt. Am 28. Oktober 1958 trat sie letztmals als Veranstaltungsort in Erscheinung. Danach war sie 20 Jahre lang Lagerort für Lebensmittel. In der Folgezeit wurden erste Shops in die Arena integriert, und im 21. Jahrhundert bekam sie eine neue Nutzung als Arena Shopping Park.